# Frida Baranek
Frida Baranek (Río de Janeiro, Brasil, 1961) es una artista brasileña. Es conocida por sus esculturas de gran formato que incorporan diferentes materiales tales como fibras y restos industriales.

## Biografía
Frida Baranek estudió y se graduó de arquitectura en la Universidad de Santa Úrsula. 
Empezó trabajando en el Museo de Arte Moderno y en la Escuela de Artes Visuales en Río de Janeiro. Realizó trabajos en Río de Janeiro, París, Berlín y Londres.
En 1984, se mudó a Nueva York donde realizó una maestría en la Escuela de Diseño Parson. 
Varios de sus trabajos han sidos expuestos en Bienal de São Paulo, La metrópoli de Berlín, y en el Museo de Arte moderno. En el 2012, recibió su título de máster en Diseño Industrial de la Central Saint Martins de Londres.

## Exhibiciones
- 1984: Escuela de Artes Visuales, Río de Janeiro, Brasil.
- 1985: Petite Galerie, Río de Janeiro, Brasil.
- 1987: Petite Galerie, Río de Janeiro, Brasil.
- 1988: Galería Sergio Millet, Río de Janeiro, Brasil. 
  - Museo de Arte Moderno, São Paulo, Brasil.

- 1989: Bienal Internacional de São Paulo, São Paulo, Brasil. 
  - Arte Contemporânea, Río de Janeiro, Brasil.

- 1990: Gabinete de Arte Raquel Arnaud, São Paulo, Brasil. 
  - Na XLIV Biennale Internazionale de Venecia, Venecia, Italia.
  - Galeria Sala 1, Roma, Italia.

- 1991:   International Art Exhibition, Berlín, Alemania. 
  - Kulturhuset, Estocolmo, Suecia.
- 1993: Stux Gallery, Nueva York, USA. 
  - Gabinete de Arte Raquel Arnaud, São Paulo, Brasil.

- 1996:  Gabinete de Arte Raquel Arnaud, São Paulo, Brasil.

- 1999:  La Marisol du Brésil, Bruselas, Bélgica.

- 2001: Gabinete de Arte Raquel Arnaud, São Paulo, Brasil. 
  - Paço Imperial, Río de Janeiro, Brasil.
- 2004: H.A.P. Galeria, Río de Janeiro, Brasil.
- 2006: Galerie am Trakalhaus, Salzburg, Austria. 
  - Galerie Seitz & Partner, Berlín, Alemania.

- 2009: Gabinete de Arte Raquel Arnaud, São Paulo, Brasil.
  - H.A.P. Galeria, Río de Janeiro, Brasil.
- 2014: Gabinete de Arte Raquel Arnaud, São Paulo, Brasil.
  - Heike Moras Art, Londres, UK.